# Bahía de Cádiz

El archipiélago gaditano de la antigüedad.

La bahía de Cádiz es el entrante que el mar hace en la costa junto a la ciudad de Cádiz (Andalucía, España). Los municipios cuyos términos delimitan el arco de la bahía son Rota, El Puerto de Santa María, Puerto Real,  San Fernando y Cádiz. En ella desembocan los ríos Guadalete, Iro y Salado de Rota. Por ella discurren el caño de Sancti Petri y el río San Pedro, además de presentar grandes extensiones de marismas y esteros. Gran parte de la bahía está protegida bajo la figura jurídica del parque natural de la Bahía de Cádiz.

## Formación de la bahía de Cádiz
La paleotopografía de la bahía de Cádiz hasta 1997 se basó fundamentalmente en las geografías latinas de la Antigüedad, caso de la "Ora marítima" de Avieno. Estas geografías dan noticia de la existencia del antiguo archipiélago gaditano que se hallaba junto a la costa, lo que está en consonancia con lo encontrado bajo el Palacio Valcárcel en 2019

A partir de 1997 se iniciaron estudios científicos encaminados a conocer la evolución histórica del litoral gaditano. Estos estudios han confirmado la existencia del antiguo archipiélago gaditano ya poblado en el Neolítico mencionado en las antiguas descripciones, y cómo las islas que lo componían se han ido uniendo debido a un proceso de sedimentación provocado por varias causas.
Los factores que han actuado y que han cambiado la fisionomía de la bahía y de sus islas son las variaciones eustáticas, el oleaje, la acción de corrientes marinas y fluviales, la actividad sísmica y la mano del ser humano. Lo que es lo mismo:
- Variaciones del nivel del mar en los últimos 10 000 años.
- Formación de estructuras de islas barrera y flechas litorales (acumulación de arena delante de la costa) asociadas a la estabilización y descenso del nivel marítimo con posterioridad al máximo nivel del mar conocido.
- Colmatación de espacios restringidos formados tras las flechas litorales.
- La erosión marina, fundamentalmente en las zonas costeras de mar abierto, potenciada por la permanente actuación de la sismotectónica sobre la zona.
- La acción humana, que modifica el entorno condicionando la acción del resto de factores.

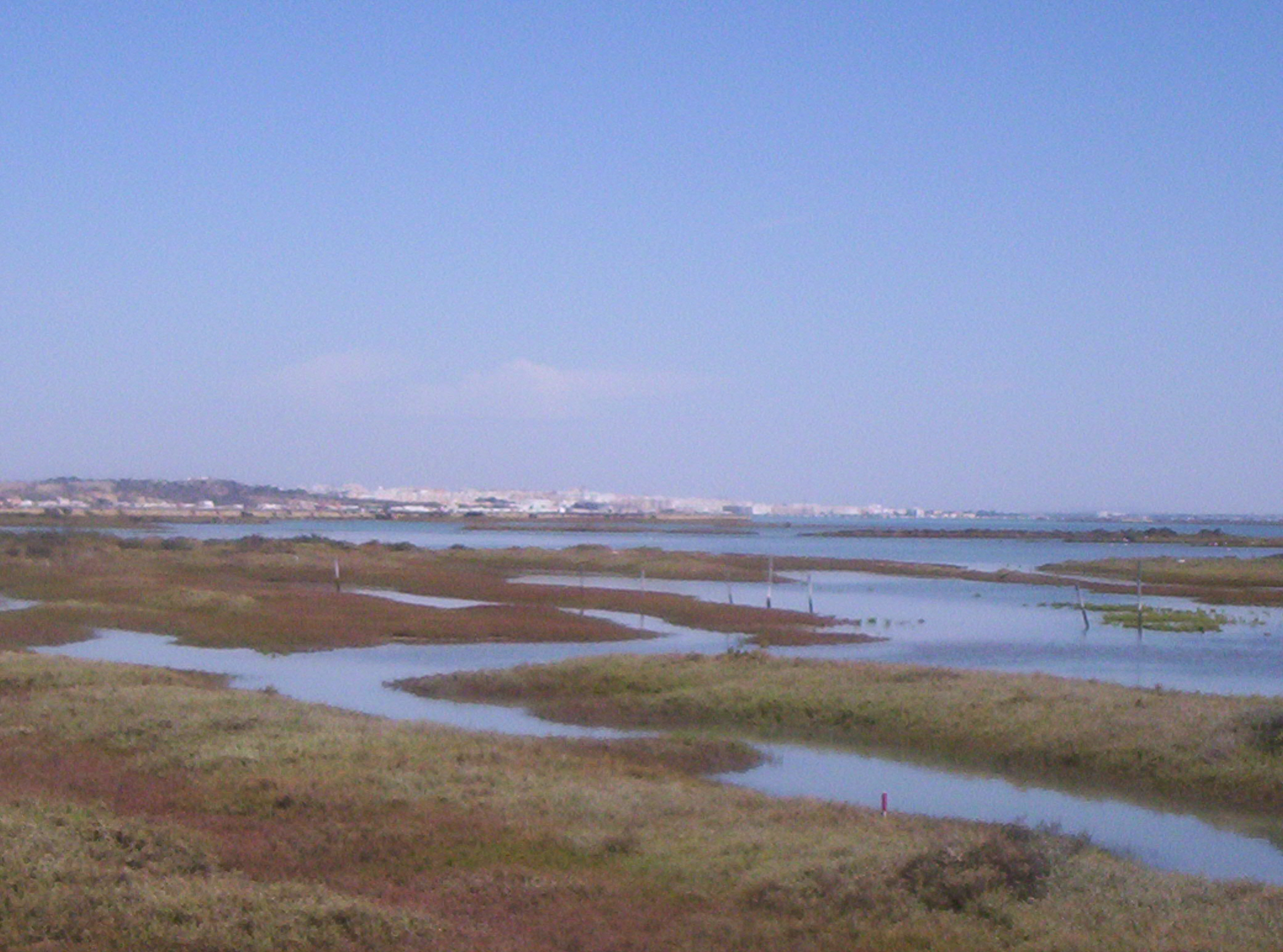
Caño de Sancti Petri desde Chiclana con San Fernando al fondo.

Estas grandes alteraciones geográficas dificultan la localización y el estudio de los asentamientos humanos históricos, generando incógnitas arqueológicas de difícil resolución, como el emplazamiento del Portus Gaditanus, la localización de los templos de origen fenicio, de las salinas romanas etc. Los últimos datos obtenidos muestran que desde épocas muy tempranas, hacia el 4500 a. C., ya existían amplias zonas de marismas que, desde muy antiguo, debieron ser explotadas con fines salineros.

## Geografía

### Elementos naturales
Los elementos más importantes de la costa de la bahía son:
- El parque natural de la Bahía de Cádiz que ocuparía la costa de la Bahía además de zonas adyacentes. Se componen de grandes extensiones de marismas de agua marina ocupadas por una importante fauna, especialmente de aves, tanto permanentes como migratorias.
- En el saco interno solo existe una playa, la playa de la Cachucha, que además se queda sin agua cuando baja la marea.
- La isla del Trocadero
- En el llamado «Saco exterior», que sería el área entre el puente Carranza y el final de la bahía en Rota, destacan:
  - Río San Pedro que es, en realidad, un paleocauce abandonado del Guadalete
  - Playa de Valdelagrana
  - Playa de Levante
  - Desembocadura del río Guadalete.

## Geografía humana
La bahía de Cádiz representa el puerto natural más cercano al estrecho de Gibraltar, y también a la desembocadura del río Guadalquivir y del río Guadalete, lo que le ha convertido en una zona de gran importancia estratégica a lo largo de la historia. Las principales instalaciones humanas en la costa de la Bahía han sido relativas a esta importancia como puerto.

### Puertos de la bahía de Cádiz
Todos los puertos de la bahía de Cádiz están bajo la Autoridad Portuaria de la Bahía de Cádiz, que unifica el mando de todos estos puertos. El más importante es el Puerto de Cádiz, que concentra la mayor parte del tráfico entre las islas Canarias y la península ibérica, además de una terminal de contenedores. El segundo puerto en importancia está en el término municipal de Puerto Real, es el Muelle de las Cabezuelas. Es un puerto dedicado a graneles, pero que se quiere ampliar en un futuro cercano debido a su fácil acceso y a su capacidad para convertirse en la continuación natural del Puerto de Cádiz. El Puerto de Santa María tiene un puerto pesquero y comercial. Rota tiene un puerto deportivo, mientras que San Fernando y Puerto Real tienen embarcaderos.
Es importante reseñar que la bahía de Cádiz es la única área metropolitana con barcos integrados en una red de transporte en España. En 2011 estaban en servicio la línea Cádiz-El Puerto de Santa María y Cádiz-Rota con salidas diarias cada hora.

### Cultura
La Bahía ha sido desde tiempo inmemoriales centro de una importante actividad cultural, que aún perdura creando un rico patrimonio.

### Economía

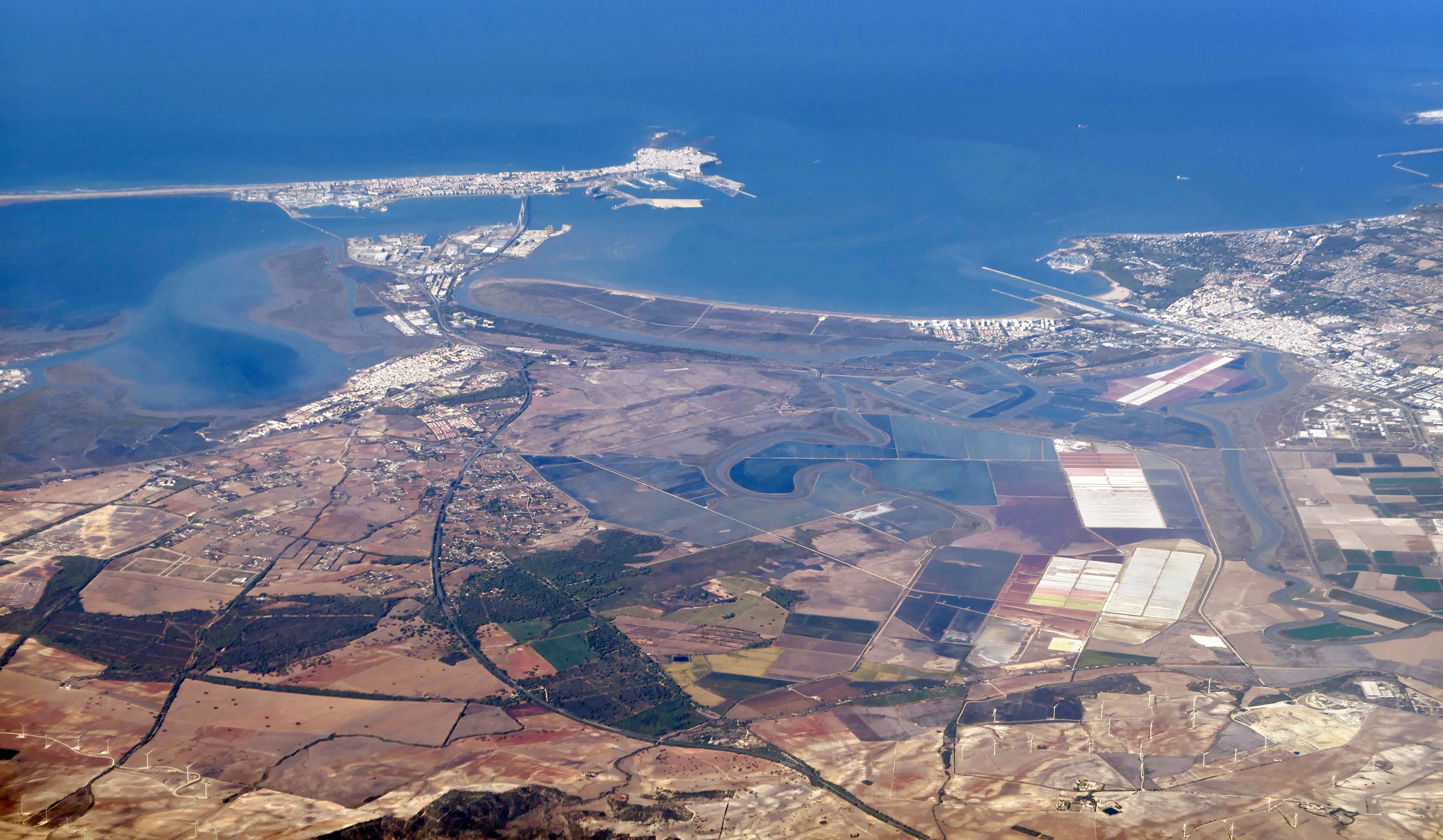
Vista aérea de la bahía mostrando las salinas.

Además de la pesca, la zona de marismas ha propiciado una importante actividad de extracción de sal, de alto valor desde hace siglos

## Véase también

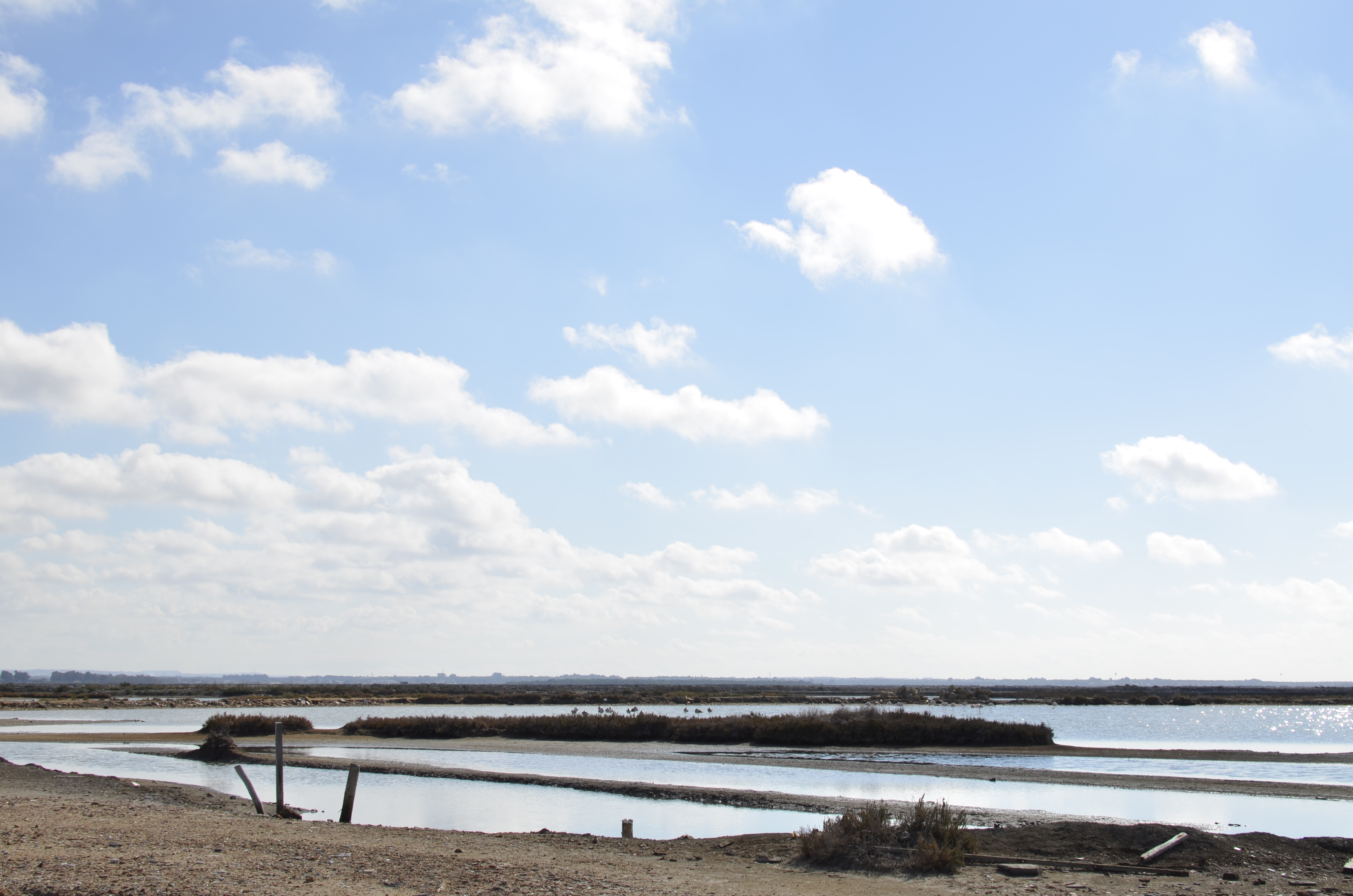
Marismas